# Rak debelog creva
Rak debelog creva ili kolorektalni karcinom jedna je od najčešćih zloćudnih bolesti kod oba pola. Većina bolesnika je oko 60 godina starosti ili starija. Uzrok nastanka nije tačno poznat, ali je epidemiološkim istraživanjima uočena viša učestalost kod visoko razvijenih naroda u čijoj je prehrani visok udeo životinjske masti i ulja, a malo biljnih vlakana.
Povećani rizik razvoja raka debelog creva imaju bolesnici s ulceroznim kolitisom (rizik se povećava s trajanjem bolesti) i porodičnom polipozom. Oko četvrtina bolesnika s kolorektalnim karcinomom ima u porodičnoj anamnezi barem jednog člana s istom bolesti.
Otkrivanjem raka debelog creva u ranoj fazi, mogu se spasiti životi. Tada je lečenje vrlo uspešno, jer se rak razvija sporo. Time se smanjuje potreba za operativnim zahvatima. Osobe starije od 50 godina trebalo bi da idu na testiranje svake godine, a najmanje svake treće godine. Gvajakovim testom testira se nevidljiva krv u stolici. Ako se utvrdi, to je prvi znak raka, polipa ili drugih bolesti debelog creva. Digitorektalnim pregledom otkriva se rak u predelu završnog creva i rak prostate. Kolonoskopskim pregledom može se pregledati celo debelo crevo, kao i rentgentskim pregledom. Rak se može uspešno lečiti hemoterapijom ili radijacijom.
Zaštita protiv raka debelog creva je umerena telesna aktivnost, povrće i voće s puno vlakana (kupus, kelj, karfiol, limun, grejpfrut, narandža, mekinje itd). Treba izbjegavati masnu, jako prženu, dimljenu i suvomesnatu hranu. Redovno pražnjenje stolice pomaže u prevenciji.
U Hrvatskoj je 2002. godine obolelo 2663 osoba, a godinu dana kasnije umrlo je 1622 pacijenta od raka debelog creva. Tumori debeloga creva mogu biti maligni i benigni i jedan su od najvećih zdravstvenih problema u svetu. Češći su u visokorazvijenim zemljama. Bolest je posebno česta u SAD-u, Australiji i visokorazvijenim zemljama Europe.

## Epidemiologija
Karcinom debelog creva je danas četvrta zloćudna bolest po učestalosti u svetu s pozitivnom tendencijom daljeg rasta. Posebno visoka incidencija nalazi se u zapadnoj Europi, SAD-u i u Australiji. U poslednjih petnaestak godina primetan je pad incidencije u SAD-u, što se dovodi u vezu s promenom u načinu prehrane, ali i sa merama ranog otkrivanja tumora te preventivnim odstranjivanjima adenoma, koji je preteča karcinoma debelog creva. U Balkanskim zemljama je rak debelog creva na drugom mestu među zloćudnim bolestima kod muškaraca (iza raka pluća), a kod žena iza raka dojke. Kad se gleda poredak u tumorima probavnog sistema tu je na prvom mestu ispred raka želuca. Prema poslednjim podacima registra za rak u 1998. godini u Hrvatskoj je od raka kolorektuma je bilo obolelo 2.238 osoba, 1.227 muškaraca i 1.011 žena, što znači da je 14% svih novootkrivenih zloćudnih tumora kod muškaraca, i 13% u žena. Incidencija u muškaraca bila je 53/100.000, a u žena 41/100.000.

## Etiopatogeneza
Danas postoje dobro određeni faktori rizika nastanka bolesti, ali ipak se u više od 75% bolesnika javlja bez poznatog uzroka. Većina karcinoma nastaje iz adenoma i danas se adenom debelog creva smatra prekancerozom. Kod adenoma većeg od 1 cm kroz deset godina razviće se u 15% slučajeva karcinom. Za nekih 5% karcinoma odgovorni su nasledni sindromi, kao npr. porodična adenomatozna polipoza (FAP) i nasledni nepolipozni kolorektalni karcinom (HNPCC), a manje značajni su Gardnerov i Turkotov sindrom.
Utvrđeni su i neki geni koji se dovode u vezu s naslednim oblicima karcinoma, kao što su APC za FAP, Gardnerov i Turcotov sindrom, te MSH2, MSH6, MLH1, PMS1 za HNPCC. Kod porodične polipoze ukoliko se ne leči dolazi do karcinoma već oko četrdesete godine života. Onkogeni i mutacije u tumorsupresorskim genima igraju značajnu ulogu u nastanku tumora. Mutacije na  onkogenu nalaze se češće nego u ostalim onkogenima. Kod bolesnika s adenomima većim od 1 cm nalaze se u otprilike 50% slučajeva, a u sličnom postotku nalaze se i u karcinomu kolorektuma. Osnovni činioci odgovorni za razvoj karcinoma su predispozicija za mutageni učinak, fekalni mutageni, veća količina mesa osobito crvenog u prehrani, žučne kiseline i povišeni pH stolice. Predodređujući faktori su doba iznad 50 godina života, ulcerozni kolitis i Kronova bolest. Kod osoba operisanih zbog kolorektalnog karcinoma postoji tri puta veći rizik od nastanka metakronog karcinoma, a rizik nastanka karcinoma u osoba s polipima debelog creva je tri do pet puta veći.

### Primarna prevencija
Prehrana bogata vlaknima, smanjenje količine masti u hrani i dnevne količine crvenog mesa. Dokazan je i povoljan učinak fizičke aktivnosti, NSAR, aspirina, inhibicije stvaranja ciklooksigenaza, nadomesne hormonske terapije kod žena u postmenopauzi te izbegavanje alkohola i pušenja.

### Sekundarna prevencija
Utvrđivanje populacije visokog rizika da bi se mogle sprovesti zaštitne mere za nastanak bolesti. U tu grupu se ubrajaju osobe s porodičnom adenomatoznom polipozom, juvenilnom adenomatoznom polipozom, hamartoznom polipozom, porodičnom anamnezom polipa ili karcinoma kolona te hroničnim kolitisom. Nadalje u tu grupu ulaze i osobe koje u ličnoj anamnezi imaju kolorektalne polipe, preboleli karcinom kolorektuma i zračenje zdelice. Sve navedene osobe treba da se redovno kontrolišu.
Potreba ranog otkrivanja karcinoma debelog creva temelji se na činjenici da su rezultati lečenja bolji što se bolest ranije otkrije. Kod osoba starijih od 50 godina pregled stolice i digitorektalni pregled trebalo bi provoditi jednom godišnje, sigmoidoskopiju svakih pet godina, a kolonoskopiju svakih deset godina. Testiranje stolice jednom godišnje sprečava nastanak karcinoma u 18-33% osoba, sigmoidoskopija svakih 5 godina u 34-55%, a kolonoskopija svakih dest godina u 75% osoba.

## Klinička slika
Lokalizacija i veličina tumora dva su najvažnija činioca od kojih zavisi klinička slika bolesti. Osim krvarenja najčešći simptomi bolesti su nelagoda u trbuhu i promena u načinu pražnjenja stolice. Postoje razlike u kliničkoj slici tumora smeštenih u levoj i desnoj polovini debelog creva. Karcinom smešten u cekumu i ascedentom kolonu često je asimptomatičan. Ako su simptomi prisutni, najčešće je reč o nekarakterističnom bolu, pojavi tamnije boje stolice i konačno palpabilne tumorske mase. Sideropenična anemija nepoznatnog uzroka, posebno upućuje na dijagnozu karcinoma debeloga creva. Simptomi tumora leve polovine debelog creva najčešće su svetla krv pomešana sa stolicom, smanjen promer stolice, promena načina pražnjenja stolice, grčeviti bolovi i konačno znakovi opstrukcije lumena. Razvojem bolesti javljaju se druga metastatska žarišta kao npr. u jetri, limfnim čvorovima i plućima. Jako bitan i često prvi simptom je nagli gubitak telesne težine, zbog kojeg se pacijenti uglavnom i javljaju lekaru.

## Diferencijalna dijagnoza
Diferencijalno dijagnostički se razvrstavaju benigni tumori debelog creva, u prvom redu adenomi. Konačno razgraničenje moguće je nakon patohistološke analize tumorskog tkiva. Od upalnih bolesti dijagnostički problem može biti Kronova bolest, ređe ulcerozni kolitis. Divertikulitisi, posebno descedentno debelo crevo i sigme mogu se katkada očitovati sličnim simptomima kao i karcinomi.

## Dijagnostički postupak
Nakon detaljne anamneze u svih bolesnika sa simptomima bolesti debelog creva ili postavljenom sumnjom na moguću neoplazmu, postupkom probira se vrši fizički pregled, digitorektalni pregled, irigografija s dvostrukim kontrastom i kolonoskopija. Prilikom kolonoskopije moguće je odstraniti polipe i uzeti uzorke za pH analizu. Kod bolesnika sa karcinomom rektuma transrektalna ultrasonografija date uvid u dubinu invazije tumora i pomaže u planiranju hirurškog lečenja. Mesta najčešćih metastaza su abdominalni limfni čvorovi, jetra, pluća.
Određivanje kliničkog stadijuma bolesti standardni je postupak u onkoloških bolesnika. Prva podela kolorektalnog karcinoma na osnovu tih nalaza, aktualna i danas, potiče iz prošlog veka i pripisuje se američkom patologu Dukesu. Po toj lestvici tumori debelog creva dele se u tri grupe
- A - Tumor nije probio crevni zid, ali nema metastaza
- B - Tumor je probio crevni zid
- C - Postoje metastaze u regionalnim limfnim čvorovima

Postoji i novija klasifikacija tzv. TNM (tumor, nod, metastaza) klasifikacija
- T1 - T4 označava dubinu invazije
- N0- negativne limfni čvorovi
- N1- metastaze u 1-3 limfna čvora
- N2- više od 3 pozitivna limfna čvora
- M0- nema udaljenih metastaza
- M1- prisutne udaljene metastaze

## Lečenje
Lečenje je najčešće multidisciplinarno, što znači da se u većini slučajeva primenjuju dva ili tri oblika lečenja. Hirurško lečenje može biti radikalno ili palijativno odnosno parcijalno. Radikalno lečenje jedina je mogućnost za izlečenje. Odgovarajuća adjuvantna hemoterapija i zračenje uveliko mogu povećati izglede za preživljenjem. Potrebno je u potpunosti ukloniti tumor, regionalne drenažne puteve i limfne žlezde. Uspeh ovog lečenja zavisi od stadijuma bolesti, tako da
- Dukes A - ima 90% izlečenje
- Dukes B - 60-80% izlečenje
- Dukes C - 35-50% izlečenje

Tip radikalne hirurške resekcije debelog creva zavisi od smeštaja pa se razlikuje desna hemikolektomija, resekcija poprečnog kolona, leva hemikolektomiju i proširena resekciju sigmoidnog kolona. Resekcijski rub mora biti barem 5 cm proximalno i distalno od tumora. Odgovarajuća limfadenektomija važna je zbog smanjivanja rizika ostatne bolesti. Prisutnost do 4 metastaze u jetri nije razlog za odustajanje od radikalne operacije, dok već više od 4 jeste. S obzirom na smeštaj karcinom rektuma ima svoje specifičnosti.
- smeštaj u maloj zdelici ne dopušta radikalno hirurško lečenje abdomenskim putem
- anatomska građa zdelice otežava sigurnu eksciziju reg. limfnih puteva
- smeštaj karcinoma u dist. delu rektuma zahteva odstranjivanje anusa i sfinkterskog mehura uz stvaranje kolostome.

Kod tumora smeštenih u srednjem i donjem delu rektuma resekcijski rub može biti aboralno od tumora udaljen i nešto manje od 2 cm. Većina pozitivnih limfnih čvorova nalazi se u mezorektumu, ali kod oko 20% bolesnika tu mogu biti smeštena i žarišta tumora, pa se preporučuje totalna mezorektalna ekscizija i detaljan pregled ekscidiranih rubova mezorektuma koji bi trebali biti negativni. Hemoterapija je vrlo obečavajuća u lečenju karcinoma kolona posebno otkad je uveden u primenu 5-fluorouracil (5-FU). Osim njega koriste se još i kapecitabin, irinotekan, oksaliplatin i raltitreksed. Po pravilu se primenjuje kod bolesnika koji spadaju u Dukes-B i Dukes-C, da bi se delovalo na zaostala metastatska žarišta. Adjuvantna hemoterapija u bolesnika sa Dukes-C karcinomom smanjuje pojavu metastaza u 20-30% lečenih.
Radioterapija predstavlja značajan oblik lečenja kod bolesnika s karcinomom rektuma. Posebno je korisna adjuvantna primena zračenja s hemoterapijom. Ostali oblici zračenja imaju palijativni značaj. Adjuvantna hemoradioterapija primenjuje se kod radikalno operisanih bolesnika stadijuma Dukes-B i C, jer je kod njih rizik recidiva čak 50%. Nekoliko randomiziranih studija koje su u toku trebalo bi daju odgovor da li zračenje treba primeniti postoperativno (što je sada najčešće) ili prioperativno.

## Prognoza
Prognoza zavisi prvenstveno od dubine infiltracije zida debelog creva i patohistološkom nalazu regionalnih limfnih čvorova. Udaljene metastaze u trenutku postavljanja dijagnoze ili njihova pojava nakon radikalne operacije loš su prognostički znak. Kod bolesnika sa stadijumom
- Dukes A - 80-90% petogodišnjeg preživljenja nakon radikalne operacije
- Dukes B - 60-80% petogodišnjeg preživljenja nakon adjuvantne hemoradioterapije
- Dukes C - 35-50% petogodišnjeg preživljenja

## Literatura
- Bosman, Frank T. (2014). „Chapter Chapter 5.5: Colorectal Cancer”.  Ур.: Stewart, Bernard W.; Wild, Christopher P. World Cancer Report. the International Agency for Research on Cancer, World Health Organization. стр. 392—402. ISBN 978-92-832-0443-5.

- Hrvatski zavod za javno zdravstvo. Incidencija raka u Hrvatskoj.Bilten 1998;23:2.
- Roth A.Tumori probavnog sustava. U: M.Turić i sur.Klinička onkologija.Nakladni zavod Globus, Zagreb 1996;311:95
- Vrhovac B. i sur.Interna medicina, 3. promijenjeno i dopunjeno izdanje-Zagreb: Naklada Ljevak, 2003
- Budenholzer B, Welch H. Cost-effectivness of colorectal cancer screening.JAMA 2001;285:407
- Jukić S, Damjanov I,Nola M. Patologija, 3. promijenjeno izdanje. Medicinska naklada,Zagreb 2010.

## Spoljašnje veze
- Europacolon
- Rak debelog creva на веб-сајту  (језик: енглески)

|  | Molimo Vas, obratite pažnju na važno upozorenje u vezi sa temama iz oblasti medicine (zdravlja). |